# Coupe de France de rugby à XIII 2019-2020
Navigation
Édition précédente Édition suivante
La Coupe de France de rugby à XIII 2019-2020 est la 82e édition de la Coupe de France, compétition à élimination directe mettant aux prises des clubs de rugby à XIII amateurs et professionnels affiliés à la Fédération française de rugby à XIII.
Cette édition redevient intégralement française, avec la défection du club italien des Saluzzo Roosters.
L'édition 2019-2020, d'abord suspendue courant mars, est finalement annulée par la Fédération française de rugby à XIII, le 15 avril 2020, en raison de la pandémie de maladie à coronavirus. Par conséquent, le titre n'est pas attribué et la saison est officiellement considérée comme "blanche", selon l'instance fédérale.

## Calendrier
| Tour                                           | Nom             | Dates retenues     | Équipes participantes | Équipes gagnantes |
| Épreuve éliminatoire                           |                 |                    |                       |                   |
| Entrée des clubs de DN1 et Fédérale            |                 |                    |                       |                   |
| 1                                              | Premier tour    | 9-10 novembre 2019 | 28                    | 14                |
| Entrée des clubs d'Élite 2, de DN1 ou Fédérale |                 |                    |                       |                   |
| 2                                              | Deuxième tour   | 7-8 décembre 2019  | 22                    | 11                |
| Entrée des clubs d'Élite 1                     |                 |                    |                       |                   |
| 3                                              | 1/16e de finale | 11-12 janvier 2020 | 32                    | 16                |
| 4                                              | 1/8e de finale  | 15-16 février 2020 | 16                    | 8                 |

## 1ertour(9-10 novembre 2019)
Légende : (1) Elite 1, (2) Elite 2 , (3) DN , (4)  Fédérale.
| 9 novembre 2019 | Val d'Orbieu (3) | 2 - 50 | (3) Salses |  |
| 9 novembre 2019 |                  |        |            |  |
| 9 novembre 2019 |                  |        |            |  |

| 10 novembre 2019 | Ille 2 (4) | 18 - 24 | (3) Villeneuve-Minervois |  |
| 10 novembre 2019 |            |         |                          |  |
| 10 novembre 2019 |            |         |                          |  |

| 10 novembre 2019 | Apt (4) | 12 - 60 | (4) Le Thor |  |
| 10 novembre 2019 |         |         |             |  |
| 10 novembre 2019 |         |         |             |  |

| 10 novembre 2019 | Bègles (4) | 0 - 30 Forfait | (3) Aspet |  |
| 10 novembre 2019 |            |                |           |  |
| 10 novembre 2019 |            |                |           |  |

| 10 novembre 2019 | Ferrals (3) | 13 - 12 | (3) XIII Laurentin-Le Soler |  |
| 10 novembre 2019 |             |         |                             |  |
| 10 novembre 2019 |             |         |                             |  |

| 10 novembre 2019 | Montpellier XIII (4) | 0 - 30 Forfait | (4) Toulon 2 |  |
| 10 novembre 2019 |                      |                |              |  |
| 10 novembre 2019 |                      |                |              |  |

| 1 décembre 2019 | Pujols (4) | 24-22 | (4) Villefranche 2 |  |
| 1 décembre 2019 |            |       |                    |  |
| 1 décembre 2019 |            |       |                    |  |

| 10 novembre 2019 | Toulouges (3) | 36 - 12 | (3) Val de Sagne |  |
| 10 novembre 2019 |               |         |                  |  |
| 10 novembre 2019 |               |         |                  |  |

| 10 novembre 2019 | Caumont-Cavaillon (3) | 32 - 4 | (3) Saint-Martin |  |
| 10 novembre 2019 |                       |        |                  |  |
| 10 novembre 2019 |                       |        |                  |  |

| 10 novembre 2019 | Marseille (4) | 46 - 16 | (4) Cheval-Blanc |  |
| 10 novembre 2019 |               |         |                  |  |
| 10 novembre 2019 |               |         |                  |  |

| 17 novembre 2019 | Cahors (3) | 70 - 4 | (4) Clairac |  |
| 17 novembre 2019 |            |        |             |  |
| 17 novembre 2019 |            |        |             |  |

| 1 décembre 2019 | La Réole (3) | 34-20 | (3) Trentels |  |
| 1 décembre 2019 |              |       |              |  |
| 1 décembre 2019 |              |       |              |  |

| 1 décembre 2019 | Pamiers (3) | 35-16 | (3) Pomas |  |
| 1 décembre 2019 |             |       |           |  |
| 1 décembre 2019 |             |       |           |  |

| 1 décembre 2019 | Villefranche d'Albi (3) | 2-32 | (3) Ramonville |  |
| 1 décembre 2019 |                         |      |                |  |
| 1 décembre 2019 |                         |      |                |  |

## 2etour(7-8 décembre 2019)
Légende : (1) Elite 1, (2) Elite 2 , (3) DN ou Fédérale.
| 8 décembre 2019 | Gratentour rugby XIII (4) | 32 - 18 | (4) Toulouges |  |
| 8 décembre 2019 |                           |         |               |  |
| 8 décembre 2019 |                           |         |               |  |

| 8 décembre 2019 | Ferrals (3) | 22 - 16 | (3) Salses |  |
| 8 décembre 2019 |             |         |            |  |
| 8 décembre 2019 |             |         |            |  |

| 7 décembre 2019 | Villeneuve-Minervois (3) | 39- 38 | (3) Montpellier Sharks |  |
| 7 décembre 2019 |                          |        |                        |  |
| 7 décembre 2019 |                          |        |                        |  |

| 4 janvier 2020 | Toulon 2 (4) | 4-42 | (4) VARL 2 |  |
| 4 janvier 2020 |              |      |            |  |
| 4 janvier 2020 |              |      |            |  |

| 8 décembre 2019 | Cahors (4) | 50 - 18 | (4) Paris-Châtillon |  |
| 8 décembre 2019 |            |         |                     |  |
| 8 décembre 2019 |            |         |                     |  |

| 8 décembre 2019 | Vedene (4) | 14 - 58 | (3) Aspet |  |
| 8 décembre 2019 |            |         |           |  |
| 8 décembre 2019 |            |         |           |  |

| 8 décembre 2019 | Marseille (3) | 0 - 60 | (3) Réalmont |  |
| 8 décembre 2019 |               |        |              |  |
| 8 décembre 2019 |               |        |              |  |

| 8 décembre 2019 | Lescure-Arthès (4) | 0-30 Forfait | (3) Tonneins |  |
| 8 décembre 2019 |                    |              |              |  |
| 8 décembre 2019 |                    |              |              |  |

| 8 décembre 2019 | Ramonville (3) | 30 - 6 | (3) La Réole |  |
| 8 décembre 2019 |                |        |              |  |
| 8 décembre 2019 |                |        |              |  |

| 8 décembre 2019 | Pamiers (3) | 64 - 0 | (3) Caumont-Cavaillon |  |
| 8 décembre 2019 |             |        |                       |  |
| 8 décembre 2019 |             |        |                       |  |

| 8 décembre 2019 | Pujols (4) | 0 - 52 | (4) Le Thor |  |
| 8 décembre 2019 |            |        |             |  |
| 8 décembre 2019 |            |        |             |  |

## Seizièmes-de-finale (11-12 janvier 2020)[3]
Légende : (1) Elite 1, (2) Elite 2 , (3) DN, (4) Fédérale.
| 11 janvier 2020 | Tonneins (3) | 22-52 | (2) Villefranche |  |
| 11 janvier 2020 |              |       |                  |  |
| 11 janvier 2020 |              |       |                  |  |

| 12 janvier 2020 | Ramonville (3) | 16-56 | (1) Albi |  |
| 12 janvier 2020 |                |       |          |  |
| 12 janvier 2020 |                |       |          |  |

| 12 janvier 2020 | Réalmont (3) | 16-12 | (2) Carpentras |  |
| 12 janvier 2020 |              |       |                |  |
| 12 janvier 2020 |              |       |                |  |

| 12 janvier 2020 | Ferrals (3) | 13-26 | (2) Baho |  |
| 12 janvier 2020 |             |       |          |  |
| 12 janvier 2020 |             |       |          |  |

| 12 janvier 2020 | Cahors (4) | 14-60 | (2) Villegailhenc |  |
| 12 janvier 2020 |            |       |                   |  |
| 12 janvier 2020 |            |       |                   |  |

| 11 janvier 2020 | Villeneuve-Minervois (3) | 0-76 | (2) Ille-sur-Têt |  |
| 11 janvier 2020 |                          |      |                  |  |
| 11 janvier 2020 |                          |      |                  |  |

| 12 janvier 2020 | Gratentour rugby XIII (4) | 6-84 | (1) Saint-Gaudens |  |
| 12 janvier 2020 |                           |      |                   |  |
| 12 janvier 2020 |                           |      |                   |  |

| 12 janvier 2020 | Aspet (3) | 2-116 | (1) Lézignan |  |
| 12 janvier 2020 |           |       |              |  |
| 12 janvier 2020 |           |       |              |  |

| 12 janvier 2020 | Pamiers (3) | 30-32 | (2) Entraigues |  |
| 12 janvier 2020 |             |       |                |  |
| 12 janvier 2020 |             |       |                |  |

| 11 janvier 2020 | Villegailhenc (réserve) (4) | 18-34 | (2) Lescure-Arthès |  |
| 11 janvier 2020 |                             |       |                    |  |
| 11 janvier 2020 |                             |       |                    |  |

| 12 janvier 2020 | Villeneuve-sur-Lot (1) | 16-24 | (1) Limoux |  |
| 12 janvier 2020 |                        |       |            |  |
| 12 janvier 2020 |                        |       |            |  |

| 12 janvier 2020 | Pia (2) | 26-50 | (1) Saint-Estève XIII Catalan |  |
| 12 janvier 2020 |         |       |                               |  |
| 12 janvier 2020 |         |       |                               |  |

| 11 janvier 2020 | Toulon (2) | 28-8 | (2) Lyon-Villeurbanne |  |
| 11 janvier 2020 |            |      |                       |  |
| 11 janvier 2020 |            |      |                       |  |

| 12 janvier 2020 | Toulouse Elite (1) | 6-60 | (1) Carcassonne |  |
| 12 janvier 2020 |                    |      |                 |  |
| 12 janvier 2020 |                    |      |                 |  |

| 12 janvier 2020 | Palau (1) | 50-28 | (1) Avignon |  |
| 12 janvier 2020 |           |       |             |  |
| 12 janvier 2020 |           |       |             |  |

| 12 janvier 2020 | Le Thor (4) | 18-20 | (2) Salon-de-Provence |  |
| 12 janvier 2020 |             |       |                       |  |
| 12 janvier 2020 |             |       |                       |  |

## Huitièmes-de-finale (15-16 février 2020)[4]
| 15 février 2020 | Toulon (2) | 0-46 (0-30) | (1) Albi | Stade Léo Lagrange Arbitre : M. Lannes |
| 15 février 2020 |            | Essai(s) : Lescouzeres (3e, 18e), Pedrero (12e, 54e), Estruga (22e, 37e), Carivenc (31e), Garcia (42e), Murphy (57e), Transformation(s) : Fabre (3e, 22e, 37e, 42e, 57e) |          | Stade Léo Lagrange Arbitre : M. Lannes |
| 15 février 2020 |            | |          | Stade Léo Lagrange Arbitre : M. Lannes |

| 15 février 2020 | Salon-de-Provence (2)                                                                           | 20-38 (16-28) | (1) Saint-Gaudens | Arbitre : Dylan Mank |
| 15 février 2020 | Essai(s) : Nicosia (26e, 35e), Reynaud(29e), Mmadi (43e) Transformation(s) : Nicosia (26e, 35e) |               | Essai(s) : Lucas (3e), Minga (9e), Sorel (12e), Delage (15e), Bush (21e), Puke (63e) Transformation(s) : Dumas (3e, 9e, 12e, 15e, 21e, 63e) Pénalité(s) : Dumas (71e) Carton(s) jaune(s) : Franck (15e) | Arbitre : Dylan Mank |
| 15 février 2020 |                                                                                                 |               | | Arbitre : Dylan Mank |

| 16 février 2020 | Entraigues (2) | 14-36 (8-28) | (1) Palau | Stade Mauro Arbitre : M. Albafouille |
| 16 février 2020 | Essai(s) : Bessaadia (25e), Cartier (28e), Alvado (55e) Transformation(s) : Bessaadia (55e) Carton(s) jaune(s) : Lopez (54e), Cartier (68e) |              | Essai(s) : Parenti (14e, 38e), Thérèsin (20e), Bernard (34e), Belkhiri (39e), Gambaro (46e), Martin (75e) Transformation(s) : Herrero (14e, 34e, 38e, 39e) Carton(s) jaune(s) : Benhamimed (54e) | Stade Mauro Arbitre : M. Albafouille |
| 16 février 2020 | |              | | Stade Mauro Arbitre : M. Albafouille |

| 16 février 2020 | Ille-sur-Têt (2) | 12-42 (4-26) | (1) Limoux | Stade Jean-Galia 350 spectateurs Arbitre : M. Mohamed Drizza |
| 16 février 2020 | Essai(s) : Burghoffer (77e) Transformation(s) : Burghoffer (77e) Pénalité(s) : Burghoffer (2e, 16e et 41e) Carton(s) jaune(s) : Margalet (9e), Aouissi (64e) |              | Essai(s) : Santo (1re), Barbaza (10e), P-L Bourrel (19e), Puso (28e), Garrouste (31e, 65e), A. Bourrel (69e), Nona (74e) Transformation(s) : Nona (3), Kriouache (1) | Stade Jean-Galia 350 spectateurs Arbitre : M. Mohamed Drizza |
| 16 février 2020 | |              | | Stade Jean-Galia 350 spectateurs Arbitre : M. Mohamed Drizza |

| 16 février 2020 | Villefranche (2)                                                  | 10-62 (0-36) | (1) Saint-Estève XIII Catalan | Stade Henri Lagarde Arbitre : M. Poumès |
| 16 février 2020 | Essai(s) : Gleeson (70e, 74e) Transformation(s) : Rodriguez (70e) |              | Essai(s) : Zafra (6e), Meresta-Doucet (14e, 47e), Franco (19e, 24e, 80e), Marguerite (29e, 42e), Laguerre (38e), Ribas (50e), Brochon (54e), Transformation(s) : Brochon (9) | Stade Henri Lagarde Arbitre : M. Poumès |
| 16 février 2020 |                                                                   |              | | Stade Henri Lagarde Arbitre : M. Poumès |

| 16 février 2020 | Lescure-Arthès (2) | 4-37 | (2) Villegailhenc |  |
| 16 février 2020 |                    |      |                   |  |
| 16 février 2020 |                    |      |                   |  |

| 16 février 2020 | Lézignan (1) | 30-24 (16-12) | (1) Carcassonne | Stade du Moulin Arbitre : M. Vincent |
| 16 février 2020 | Essai(s) : Brocas (3e), Gouzy (12e, 63e), Cardace (23e et 78e Transformation(s) : Marginet (2) Pénalité(s) : Marginet (7e, 49e) |               | Essai(s) : Soum (28e), Lo (31e), A. Escamilla (52e), Canet (60e) Transformation(s) : Albérola (4) Carton(s) jaune(s) : Pellow (5e), Delgado (14e) | Stade du Moulin Arbitre : M. Vincent |
| 16 février 2020 | |               | | Stade du Moulin Arbitre : M. Vincent |

| 16 février 2020 | Réalmont (3) | 34-26 | (2) Baho |  |
| 16 février 2020 |              |       |          |  |
| 16 février 2020 |              |       |          |  |

## Quarts-de-finale (2020)
| 2020 | Limoux (1) | – | (1) Lézignan |  |
| 2020 |            |   |              |  |
| 2020 |            |   |              |  |

| 2020 | Saint-Gaudens (1) | – | (1) Palau |  |
| 2020 |                   |   |           |  |
| 2020 |                   |   |           |  |

| 2020 | Albi (1) | – | (1) Saint-Estève XIII Catalan |  |
| 2020 |          |   |                               |  |
| 2020 |          |   |                               |  |

| 2020 | Réalmont (3) | – | (2) Villegailhenc |  |
| 2020 |              |   |                   |  |
| 2020 |              |   |                   |  |

## Synthèse

### Nombre d'équipes par division et par tour
| Divisions / Manches      | 1er tour | 2e tour | Seizièmes de finale | Huitièmes de finale | Quarts de finale |
| ------------------------ | -------- | ------- | ------------------- | ------------------- | ---------------- |
| Élite 1 10 clubs         | absents  | absents | 10                  | 7                   | 6                |
| Élite 2 11 clubs         | absents  | absents | 11                  | 8                   | 1                |
| DN1 ou Fédérale 22 clubs | 28       | 22      | 11                  | 1                   | 1                |

### Le parcours des clubs de E1 et E2
- Les clubs d'Elite 2 font leur entrée dans la compétition lors du second tour.
- Les clubs d'Elite 1 font leur entrée dans la compétition lors des seizièmes de finale.

| Club (Elite 1)            | Saison précédente | Saison 2020     |
| ------------------------- | ----------------- | --------------- |
| Carcassonne               | Vainqueur         | 1/8e de finale  |
| Saint-Estève XIII Catalan | Finaliste         |                 |
| Lézignan                  | 1/2 finale        |                 |
| Limoux                    | 1/2 finale        |                 |
| Albi                      | 1/4 de finale     |                 |
| Palau-del-Vidre           | 1/4 de finale     |                 |
| Saint-Gaudens             | 1/8e de finale    |                 |
| Toulouse Elite            | 1/8e de finale    | 1/16e de finale |
| Villeneuve-sur-Lot        | 1/8e de finale    | 1/16e de finale |
| Avignon                   | 1/16e de finale   | 1/16e de finale |

| Club (Elite 2)           | Saison précédente | Saison 2019     |
| ------------------------ | ----------------- | --------------- |
| Carpentras               | 1/4 de finale     | 1/16e de finale |
| Villegailhenc            | 1/4 de finale     |                 |
| Entraigues-sur-la-Sorgue | 1/8e de finale    | 1/8e de finale  |
| Lyon-Villeurbanne        | 1/8e de finale    | 1/16e de finale |
| Pia                      | 1/8e de finale    | 1/16e de finale |
| Villefranche-de-Rouergue | 1/8e de finale    | 1/8e de finale  |
| Baho                     | 1/16e de finale   | 1/8e de finale  |
| Lescure-Arthes           | 1/16e de finale   | 1/8e de finale  |
| Toulon                   | 1/16e de finale   | 1/8e de finale  |
| Ille-sur-Têt             | 2e tour           | 1/8e de finale  |
| Salon-de-Provence        | 2e tour           | 1/8e de finale  |

### Clubs éliminés par des clubs de division inférieure
| Club vainqueur | Club perdant    | Tour            |
| -------------- | --------------- | --------------- |
| Réalmont (DN1) | Carpentras (E2) | 1/16e de finale |
| Réalmont (DN1) | Baho (E2)       | 1/8e de finale  |

## Médias
Les rencontres sont commentées en direct sur radio Marseillette, et Midi Olympique en rend compte chaque lundi dans son « édition rouge ». Selon leur pratique, les publications britanniques Rugby League World (mensuel) et Rugby Leaguer&League Express (hebdomadaire) couvrent également la Coupe. Les journaux régionaux L'Indépendant et la Dépêche du Midi suivent également la compétition, le fait qu'ils soient bien souvent compris dans les offres d'abonnement « presse » des fournisseurs d'accès d'internet ou des opérateurs mobiles (kiosque sur smartphone) leur donnant la possibilité d'être lus au-delà de leurs régions d'origine. Le magazine australien Rugby League Review devait également suivre la coupe au moins en en donnant les résultats et en relatant les phases finales.
Début 2019, la Fédération française de rugby à XIII est toujours en pourparlers avec d'éventuels diffuseurs pour une retransmission télévisée des matchs.